# Tongxinita
La tongxinita és un mineral de la classe dels elements natius. Rep el seu nom de la seva composició, del xinès tong (coure), i xin = zinc.

## Característiques
La tongxinita és un aliatge de coure i zinc, de fórmula química Cu₂Zn. Cristal·litza en el sistema isomètric. Es tracta d'un mineral que ha estat publicat sense l'aprovació definitiva de l'Associació Mineralògica Internacional.
Segons la classificació de Nickel-Strunz, la tongxinita pertany a «01.AB - Metalls i aliatges de metalls, família zinc-coure» juntament amb els següents minerals: cadmi, reni, zinc, titani, danbaïta, α-llautó, zhanghengita i zinccopperita, així com de tres espècies més encara sense nom definitiu.

## Formació i jaciments
Se n'ha trobat a diversos indrets de la Xina: Tuolugou (Qinghai), Dalucao, Maoniuping i Baxi (Sichuan), Longruri, Malasongduo i Yulong (Regió Autònoma del Tibet), i Sanchakou (Xinjiang). A fóra de la Xina també se n'ha trobat a Jäkälä-Äytsi (Lapland, Finlàndia) i a Kumak (Urals, Rússia).